# Reprezentacja Argentyny U-20 w piłce nożnej mężczyzn
Reprezentacja Argentyny U-20 w piłce nożnej jest najbardziej utytułowanym zespołem w Mistrzostwach świata do lat 20, które wygrywała sześciokrotnie. Argentyna brała udział w 16 z 22 rozegranych do tej pory turniejów. Pierwszy tytuł zdobyła w 1979 roku w Japonii na swoich debiutanckich mistrzostwach. Ostatnie mistrzostwo Argentyna zdobyła w 2007 roku w Kanadzie. Oprócz tego Albicelestes pięciokrotnie wygrywali Mistrzostwa Ameryki Południowej do lat 20.
Wielu piłkarz argentyńskich, którzy reprezentowali kraj w dorosłej reprezentacji, występowało wcześniej w zespole U-20. Są to m.in. Pablo Aimar, Javier Saviola, Esteban Cambiasso, Carlos Tévez, Javier Mascherano, Mauro Zárate, Fernando Gago, Sergio Agüero, Lionel Messi, Ángel Di María i Diego Maradona.

## Występy na Mistrzostwach Świata
| Rok   | Runda                   | M  | W  | R* | P  | G+  | G- |
| ----- | ----------------------- | -- | -- | -- | -- | --- | -- |
| 1977  | Nie brała udziału       | -  | -  | -  | -  | -   | -  |
| 1979  | Mistrzostwo             | 6  | 6  | 0  | 0  | 20  | 2  |
| 1981  | Pierwsza runda          | 3  | 1  | 1  | 1  | 3   | 3  |
| 1983  | Wicemistrzostwo         | 6  | 5  | 0  | 1  | 13  | 2  |
| 1985  | Nie zakwalifikowała się | -  | -  | -  | -  | -   | -  |
| 1987  | Nie zakwalifikowała się | -  | -  | -  | -  | -   | -  |
| 1989  | Ćwierćfinał             | 4  | 1  | 0  | 3  | 3   | 4  |
| 1991  | Pierwsza runda          | 3  | 0  | 1  | 2  | 2   | 6  |
| 1993  | Nie zakwalifikowała się | -  | -  | -  | -  | -   | -  |
| 1995  | Mistrzostwo             | 6  | 5  | 0  | 1  | 12  | 3  |
| 1997  | Mistrzostwo             | 7  | 6  | 0  | 1  | 15  | 7  |
| 1999  | Druga Runda             | 4  | 1  | 1  | 2  | 2   | 5  |
| 2001  | Mistrzostwo             | 7  | 7  | 0  | 0  | 27  | 4  |
| 2003  | Półfinał                | 7  | 5  | 0  | 2  | 12  | 8  |
| 2005  | Mistrzostwo             | 7  | 6  | 0  | 1  | 12  | 5  |
| 2007  | Mistrzostwo             | 7  | 6  | 1  | 0  | 16  | 2  |
| 2009  | Nie zakwalifikowała się | -  | -  | -  | -  | -   | -  |
| 2011  | Ćwierćfinał             | 5  | 3  | 2  | 0  | 6   | 1  |
| 2013  | Nie zakwalifikowała się | -  | -  | -  | -  | -   | -  |
| 2015  | I runda                 | 3  | 0  | 2  | 1  | 4   | 5  |
| 2017  | I runda                 | 3  | 1  | 0  | 2  | 6   | 5  |
| 2019  | 1/8 finału              | 4  | 2  | 1  | 1  | 10  | 6  |
| Razem | 16/22                   | 82 | 55 | 9  | 18 | 163 | 68 |

- Czerwona obwódka wskazuje turniej, który odbył się w Argentynie. Złote tło wskazuje turniej zakończony na pierwszym miejscu. Srebrne tło wskazuje turniej zakończony na drugim miejscu.

## Indywidualne nagrody
Oprócz zwycięstw zespołowych, argentyńscy piłkarze otrzymali także wiele nagród indywidualnych w poszczególnych Młodzieżowych Mistrzostwach Świata .
| Rok  | Złota Piłka    | Złoty But      |
| 1979 | Diego Maradona | Ramón Díaz     |
| 2001 | Javier Saviola | Javier Saviola |
| 2005 | Lionel Messi   | Lionel Messi   |
| 2007 | Sergio Agüero  | Sergio Agüero  |
| ---- | -------------- | -------------- |